# Arquipélago de Joinville

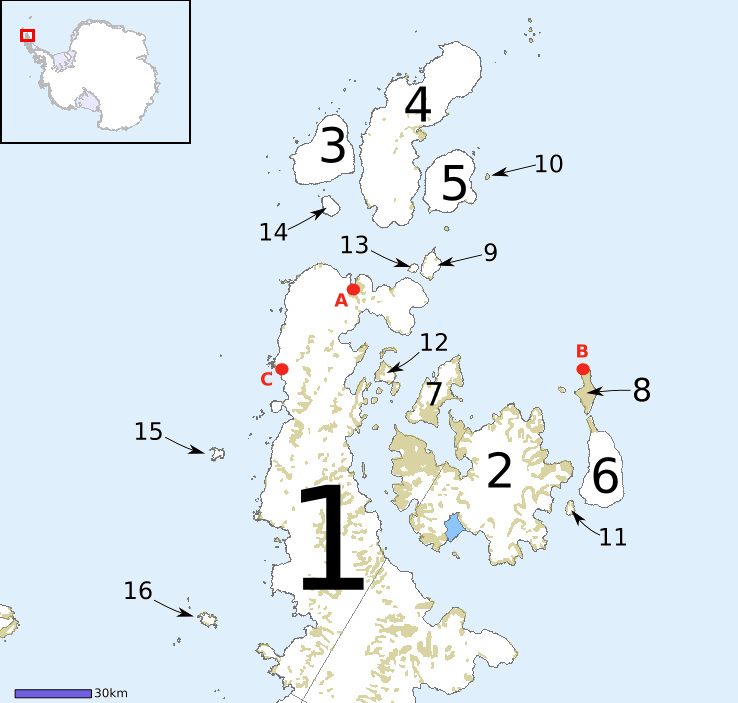
Arquipélago de Joinville:
- Ilha d'Urville (3)
- Ilha Joinville (4)
- Ilha Dundee (5)
- Ilha Bransfield (14)

O arquipélago de Joinville, ou grupo da ilha de Joinville, é formado por um grupo de ilhas no oceano Antártico, localizadas a nordeste da extremidade da península Antártica, separado pelo Antartic Sound.
A ilha principal, Ilha Joinville, está localizada a 63° 15′ S, 55° 45′ O. Logo a seguir a nordeste e separada pelo canal Larsen, encontra-se a Ilha d'Urville, em 63° 05′ S, 56° 20′ O. A ilha Dundee é uma ilha a pouca distância a sul da Ilha Joinville.
O arquipélago foi descoberto em 1838 pelo explorador francês Jules Dumont d'Urville.